# 丘みどり
丘 みどり（おか みどり、1984年（昭和59年）7月26日 - ）は、日本の女性演歌歌手。兵庫県姫路市出身。所属事務所はアービング。

## 来歴
1984年（昭和59年）7月26日、兵庫県姫路市で生まれる。5歳から民謡を習い始め、小学5年生の時に出場した『兵庫県日本民謡祭名人戦』において、史上最年少で県名人に選ばれた。これを皮切りに数々の民謡コンクールで優勝した。
兵庫県立山崎高等学校3年生の時にオーディションに合格し、18歳の時にホリプロ大阪所属のアイドルグループ「HOP CLUB」のメンバーの1人・岡美里として活動開始した。同グループを2003年9月に卒業。演歌歌手を目指し、音楽の専門学校で歌を学び直した。2005年8月、シングル『おけさ渡り鳥』で丘みどりとして演歌歌手デビューにこぎ着けた（21歳）。デビュー当時の衣装はヘソ出しルックやミニスカートであった。
2010年から『演歌百撰』のアシスタントを務めた（途中何人か代役あり）。同番組をたまたま観た徳光和夫が気に入り、2014年8月にBSジャパン『徳光和夫の名曲にっぽん 昭和歌謡人』に出演した。
2016年、テレビ関係者の紹介で所属事務所の移籍が決定。移籍第1弾となるシングル『霧の川』をリリースすると、7月11日付のオリコン週間演歌・歌謡シングルチャートにおいて第1位を獲得した。
2017年2月8日に発売したシングル『佐渡の夕笛/雨の木屋町』が、7月10日付のオリコン週間演歌・歌謡シングルチャートにおいて第1位となり、出荷枚数で自己最多となる8万枚を記録。年末には第68回NHK紅白歌合戦（NHK総合・ラジオ第1）に初出場を果たした。
2019年11月、日本とパラオ共和国の外交関係樹立25周年記念事業にて、パラオ共和国で自身初の海外公演を行った。
2020年5月より、YouTube「丘みどり公式チャンネル」にて「全力チャレンジ」企画を開始。
2020年10月7日、デビュー15周年を記念した自身初となるベスト・アルバム『丘みどり 15周年ベストアルバム』を発売。
2025年8月、喉の治療のため入院。

## 私生活
2015年頃に会社経営者の夫と離婚した。2021年4月27日、一般男性との結婚と第1子の妊娠が明らかになり、5月4日、正式に発表した。10月4日、第1子女児出産を報告。愛娘のことは「ミニみどり」と呼んでおり、ファンからもこの呼び名で親しまれている。

## 人物・エピソード
スキューバダイビングのライセンスを所持している。
当初の所属事務所のレッスンでは、感情を込めない民謡と、感情ありきの演歌の歌唱法の違いに戸惑ったという。
デビュー直後に母に大腸癌が見つかり余命半年と診断され、入退院を繰り返す母に付き添うため一時活動を休止していた（母は2006年12月に47歳で死去）。
2016年に姫路市観光大使、2018年に宍粟市観光大使を委嘱されている。2019年11月にパラオ共和国と姉妹・友好提携を結んでいる兵庫県出身の歌手として、パラオ文化・音楽親善大使に就任。
2022年10月2日、名古屋観光ホテルで予定されていたディナーショーが、ホテル側の不手際（ダブルブッキングにより開催会場が確保できていなかった）により中止となることが当日になって発表されるというトラブルに見舞われた。（その後、同じ会場で、2023年4月1日に該当のディナーショーが実施された）
2023年3月31日、プロ野球開幕戦・阪神-DeNA戦（京セラドーム大阪）で自身初の国歌独唱。家族揃っての阪神ファンで、2021年から著名人が曲に合わせて登場する「みんなで六甲おろし」の歌唱にも参加している。

## ディスコグラフィ

### シングル
- レーベル
  - 1：バップ（2005年）
  - 2 - 6：徳間ジャパン（2007年 - 2014年）
  - 7以降：キングレコード（2016年 - ）

| #  | 発売日          | 曲順  | タイトル                    | 作詞         | 作曲                           | 編曲                           | オリコン 最高順位 | 規格品番              |
| -- | --------------- | ----- | --------------------------- | ------------ | ------------------------------ | ------------------------------ | ----------------- | --------------------- |
| 1  | 2005年 8月24日  | 01    | おけさ渡り鳥                | 松井由利夫   | 四方章人                       | 南郷達也                       | -                 | VPCA-82962            |
| 1  | 2005年 8月24日  | 02    | しあわせ結び                | 松井由利夫   | 四方章人                       | 南郷達也                       | -                 | VPCA-82962            |
| 1  | 2005年 8月24日  | 03    | 花ちゃん丸                  | 松井由利夫   | 四方章人                       | 南郷達也                       | -                 | VPCA-82962            |
| 2  | 2007年 7月25日  | 01    | 日御碕灯台                  | 麻こよみ     | 水森英夫                       | 南郷達也                       | -                 | TKCA-90212            |
| 2  | 2007年 7月25日  | 02    | 冬水仙                      | 麻こよみ     | 水森英夫                       | 南郷達也                       | -                 | TKCA-90212            |
| 3  | 2008年 9月3日   | 01    | 風鈴恋唄                    | 松井由利夫   | 四方章人                       | 池多孝春                       | -                 | TKCA-90293            |
| 3  | 2008年 9月3日   | 02    | 色は匂えど                  | 松井由利夫   | 四方章人                       | 池多孝春                       | -                 | TKCA-90293            |
| 4  | 2010年 11月10日 | 01    | 北国、海岸線                | 坂口照幸     | 四方章人                       | 南郷達也                       | -                 | TKCA-90405            |
| 4  | 2010年 11月10日 | 02    | いのちの華                  | 坂口照幸     | 四方章人                       | 南郷達也                       | -                 | TKCA-90405            |
| 5  | 2012年 5月23日  | 01    | 木曽恋がらす                | 峰崎林二郎   | 影山時則                       | 伊戸のりお                     | -                 | TKCA-90484            |
| 5  | 2012年 5月23日  | 02    | 越冬つばめ                  | 石原信一     | 篠原義彦                       | 伊戸のりお                     | -                 | TKCA-90484            |
| 6  | 2014年 5月14日  | 01    | 椅子                        | 峰崎林二郎   | 花岡優平                       | 川村栄二                       | -                 | TKCA-90609            |
| 6  | 2014年 5月14日  | 02    | 祈り河ララバイ              | 峰崎林二郎   | 花岡優平                       | 川村栄二                       | -                 | TKCA-90609            |
| 6  | 2014年 5月14日  | 03    | 何度も何度も 〜母への想い〜 | 峰崎林二郎   | 花岡優平                       | 川村栄二                       | -                 | TKCA-90609            |
| 7  | 2016年 6月22日  | 01    | 霧の川                      | 仁井谷俊也   | 弦哲也                         | 前田俊明                       | 28位              | KICM-30734            |
| 7  | 2016年 6月22日  | 02    | 別離の切符                  | 石原信一     | 弦哲也                         | 前田俊明                       | 28位              | KICM-30734            |
| 8  | 2017年 2月8日   | 両A面 | 佐渡の夕笛                  | 仁井谷俊也   | 弦哲也                         | 南郷達也                       | 25位              | KICM-30778 (通常盤)   |
| 8  | 2017年 2月8日   | 両A面 | 雨の木屋町                  | 喜多條忠     | 愛田健二                       | 丸山雅仁                       | 25位              | KICM-30778 (通常盤)   |
| 8  | 2017年 6月28日  | 03    | 霧の川                      | 仁井谷俊也   | 弦哲也                         | 前田俊明                       | 25位              | KICM-30800 (感謝盤)   |
| 8  | 2017年 6月28日  | 04    | おけさ渡り鳥                | 松井由利夫   | 四方章人                       | 南郷達也                       | 25位              | KICM-30800 (感謝盤)   |
| 9  | 2018年 3月7日   | 両A面 | 鳰の湖                      | たかたかし   | 弦哲也                         | 前田俊明                       | 21位              | KICM-30844 (通常盤)   |
| 9  | 2018年 3月7日   | 両A面 | 伊那のふる里                | たかたかし   | 弦哲也                         | 前田俊明                       | 21位              | KICM-30844 (通常盤)   |
| 9  | 2018年 7月4日   | 03    | 霧の川                      | 仁井谷俊也   | 弦哲也                         | 前田俊明                       | 21位              | KICM-30870 (感謝盤)   |
| 9  | 2018年 7月4日   | 04    | 花ちゃん丸                  | 松井由利夫   | 四方章人                       | 南郷達也                       | 21位              | KICM-30870 (感謝盤)   |
| 10 | 2019年 2月13日  | 01    | 紙の鶴                      | さいとう大三 | 弦哲也                         | 前田俊明                       | 18位              | KICM-30905 (通常盤)   |
| 10 | 2019年 2月13日  | 02    | 能登は冬色                  | さいとう大三 | 弦哲也                         | 前田俊明                       | 18位              | KICM-30905 (通常盤)   |
| 10 | 2019年 6月5日   | 02    | 女の花吹雪                  | 万城たかし   | 宮下健治                       | 南郷達也                       | 18位              | KICM-30925 (花吹雪盤) |
| 10 | 2019年 6月5日   | 02    | 霧の川                      | 仁井谷俊也   | 弦哲也                         | 前田俊明                       | 18位              | KICM-39003 (感謝盤)   |
| 10 | 2019年 6月5日   | 03    | 佐渡の夕笛                  | 仁井谷俊也   | 弦哲也                         | 南郷達也                       | 18位              | KICM-39003 (感謝盤)   |
| 10 | 2019年 6月5日   | 04    | 鳰の湖                      | たかたかし   | 弦哲也                         | 前田俊明                       | 18位              | KICM-39003 (感謝盤)   |
| 11 | 2020年 1月29日  | 両A面 | 五島恋椿                    | さいとう大三 | 弦哲也                         | 南郷達也                       | 13位              | KICM-30962 (通常盤)   |
| 11 | 2020年 1月29日  | 両A面 | 白山雪舞い                  | 喜多條忠     | 弦哲也                         | 矢野立美                       | 13位              | KICM-30962 (通常盤)   |
| 11 | 2020年 5月27日  | 03    | 花の旅・夢の旅              | 弦哲也       | 弦哲也                         | 南郷達也                       | 13位              | KICM-30985 (夢の花盤) |
| 11 | 2020年 5月27日  | 02    | 別離の切符                  | 石原信一     | 弦哲也                         | 前田俊明                       | 13位              | KICM-30986 (感謝盤)   |
| 11 | 2020年 5月27日  | 03    | 火の螢                      | 仁井谷俊也   | 弦哲也                         | 南郷達也                       | 13位              | KICM-30986 (感謝盤)   |
| 12 | 2021年 3月17日  | 01    | 明日へのメロディ            | 大柴広己     | コモリタミノル                 | 京田誠一                       | 4位               | KICM-31014 (Type-A)   |
| 12 | 2021年 3月17日  | 02    | 雨のなごり坂                | 森田いづみ   | 羽佐間健二                     | 川村栄二                       | 4位               | KICM-31014 (Type-A)   |
| 12 | 2021年 3月17日  | 02    | あなたと、君と              | 向井浩二     | 向井浩二                       | 矢野立美                       | 4位               | KICM-31015 (Type-B)   |
| 13 | 2021年 7月21日  | 01    | みどりのケセラセラ          | 森坂とも     | 岡千秋                         | 伊戸のりお                     | 21位              | KICM-31032            |
| 13 | 2021年 7月21日  | 02    | 楡                          | 久保田洋司   | 谷本新                         | 京田誠一                       | 21位              | KICM-31032            |
| 14 | 2022年 1月26日  | 01    | 雪陽炎                      | 森坂とも     | 中尾唱                         | 伊戸のりお                     | 9位               | KICM-31053 (通常盤)   |
| 14 | 2022年 1月26日  | 02    | Rebirth                     | 森坂とも     | 向井浩二                       | 京田誠一                       | 9位               | KICM-31053 (通常盤)   |
| 14 | 2022年 6月22日  | 02    | 紅花恋唄                    | 森坂とも     | 岡千秋                         | 伊戸のりお                     | 9位               | KICM-31069 (紅盤)     |
| 14 | 2022年 6月22日  | 02    | Rebirth                     | 森坂とも     | 向井浩二                       | 京田誠一                       | 9位               | KICM-31070 (感謝盤)   |
| 14 | 2022年 6月22日  | 03    | 雪の砂時計                  | 田久保真見   | 徳久広司                       | 野村豊                         | 9位               | KICM-31070 (感謝盤)   |
| 14 | 2022年 6月22日  | 04    | 花の旅・夢の旅              | 弦哲也       | 弦哲也                         | 南郷達也                       | 9位               | KICM-31070 (感謝盤)   |
| 15 | 2023年 2月22日  | 01    | 椿姫咲いた                  | 林あまり     | 金子隆博                       | 杉山ユカリ                     | 15位              | KICM-31091 (通常盤)   |
| 15 | 2023年 2月22日  | 02    | さだめ燃ゆ                  | 森坂とも     | 向井浩二                       | 伊戸のりお                     | 15位              | KICM-31091 (通常盤)   |
| 15 | 2023年 6月28日  | 03    | 火の螢                      | 仁井谷俊也   | 弦哲也                         | 南郷達也                       | 15位              | KICM-31102 (感謝盤)   |
| 15 | 2023年 6月28日  | 04    | みどりのケセラセラ          | 森坂とも     | 岡千秋                         | 伊戸のりお                     | 15位              | KICM-31102 (感謝盤)   |
| 16 | 2024年 2月7日   | 01    | 涙唄                        | 水木れいじ   | 池田健太郎                     | 伊戸のりお                     | 15位              | KICM-31125 (通常盤)   |
| 16 | 2024年 2月7日   | 02    | 阿武隈・恋慕情              | 青葉紘季     | 青葉紘季 / 大山聖福 / 青葉祐五 | 青葉紘季 / 大山聖福 / 青葉祐五 | 15位              | KICM-31125 (通常盤)   |
| 16 | 2024年 7月24日  | 02    | 走馬燈                      | 水木れいじ   | 杉本眞人                       | 佐藤和豊                       | 15位              | KICM-31145 (宵の灯盤) |
| 16 | 2024年 7月24日  | 02    | 紅ほおずき                  | 円香乃       | 徳久広司                       | 野村豊                         | 15位              | KICM-31146 (感謝盤)   |
| 16 | 2024年 7月24日  | 03    | 風の寺                      | かず翼       | 弦哲也                         | 前田俊明                       | 15位              | KICM-31146 (感謝盤)   |
| 16 | 2024年 7月24日  | 04    | 何度も何度も 〜母への想い〜 | 峰崎林二郎   | 花岡優平                       | 川村栄二                       | 15位              | KICM-31146 (感謝盤)   |
| 17 | 2025年 2月26日  | 01    | 夜香蘭                      | 水木れいじ   | 杉本眞人                       | 佐藤和豊                       | 25位              | KICM-31162 (通常盤)   |
| 17 | 2025年 2月26日  | 02    | 鴎宿                        | 水木れいじ   | 杉本眞人                       | 佐藤和豊                       | 25位              | KICM-31162 (通常盤)   |
| 17 | 2025年 2月26日  | 02    | トリドリ夢見鳥 feat. DJ KOO | 只野菜摘     | NARASAKI                       | 諸田英慈                       | 25位              | KICM-31163 (お祭盤)   |
| 17 | 2025年 9月3日   | 02    | 千年の花                    | 水木れいじ   | 池田健太郎                     | 若草恵                         | 25位              | KICM-31178 (花道盤)   |

### アルバム

#### オリジナル・アルバム
| 発売日         | タイトル                      | 規格品番                 |
| -------------- | ----------------------------- | ------------------------ |
| 2017年10月25日 | The First Album〜みどりの風〜 | KICX-1040                |
| 2018年12月26日 | 彩歌〜いろどりうた〜          | KICX-1084                |
| 2019年10月23日 | 女ごころ〜十人十色〜          | KICX-1106                |
| 2024年12月25日 | JOURNEY                       | KICX-1189【通常盤】      |
| 2024年12月25日 | JOURNEY                       | KICX-91189【初回限定盤】 |

#### ライブ・アルバム
| 発売日         | タイトル                                | 規格品番  |
| -------------- | --------------------------------------- | --------- |
| 2018年11月7日  | 丘みどりリサイタル2018〜演魅〜          | KICX-1078 |
| 2019年11月27日 | 丘みどりリサイタル2019〜演魅Vol.2〜     | KICX-1109 |
| 2022年10月5日  | 丘みどりリサイタル15周年+1〜演魅Vol.3〜 | KICX-1163 |
| 2023年10月11日 | 丘みどりリサイタル2023〜演魅Vol.4〜     | KICX-1175 |

#### ベスト・アルバム
| 発売日        | タイトル                      | 規格品番  |
| ------------- | ----------------------------- | --------- |
| 2020年10月7日 | 丘みどり 15周年ベストアルバム | KICX-1117 |

### 映像作品

#### ライブ
| 発売日         | タイトル                                   | 規格    | 規格品番  |
| -------------- | ------------------------------------------ | ------- | --------- |
| 2018年3月7日   | 丘みどりファーストコンサート〜感謝〜       | DVD     | KIBM-708  |
| 2018年11月7日  | 丘みどりリサイタル2018〜演魅〜             | DVD     | KIBM-752  |
| 2018年11月7日  | 丘みどりリサイタル2018〜演魅〜             | Blu-ray | KIXM-342  |
| 2019年11月27日 | 丘みどりリサイタル2019〜演魅Vol.2〜        | DVD     | KIBM-821  |
| 2019年11月27日 | 丘みどりリサイタル2019〜演魅Vol.2〜        | Blu-ray | KIXM-403  |
| 2021年5月26日  | 丘みどり配信LIVE2020－生誕祭・秋麗・雪華－ | DVD     | KIBM-876  |
| 2021年5月26日  | 丘みどり配信LIVE2020－生誕祭・秋麗・雪華－ | Blu-ray | KIXM-456  |
| 2022年10月5日  | 丘みどりリサイタル15周年+1〜演魅Vol.3〜    | DVD     | KIBM-925  |
| 2022年10月5日  | 丘みどりリサイタル15周年+1〜演魅Vol.3〜    | Blu-ray | KIXM-510  |
| 2023年10月11日 | 丘みどりリサイタル2023〜演魅Vol.4〜        | DVD     | KIBM-987  |
| 2023年10月11日 | 丘みどりリサイタル2023〜演魅Vol.4〜        | Blu-ray | KIXM-559  |
| 2025年3月19日  | 丘みどりコンサート2024〜演魅Vol.5〜        | DVD     | KIBM-1130 |
| 2025年3月19日  | 丘みどりコンサート2024〜演魅Vol.5〜        | Blu-ray | KIXM-617  |

#### ミュージック・ビデオ
| 発売日         | タイトル                          | 規格    | 規格品番  |
| -------------- | --------------------------------- | ------- | --------- |
| 2019年11月27日 | キングDVDカラオケHit4             | DVD     | KIBK-3047 |
| 2021年10月27日 | 丘みどり ミュージック・クリップス | DVD     | KIBM-882  |
| 2021年10月27日 | 丘みどり ミュージック・クリップス | Blu-ray | KIXM-465  |

## 受賞歴
- 第9回日本作曲家協会音楽祭「奨励賞」-「霧の川」（2016年）[32][33]
- 第49回日本作詩大賞「優秀作品賞」-「霧の川」（2016年）[34][33]
- 第61回輝く!日本レコード大賞「日本作曲家協会選奨」-「紙の鶴」（2019年）[35][36]
- 日本作曲家協会音楽祭・2020「ベストパフォーマンス賞」-「五島恋椿」（2020年）[37]

## 出演

### NHK紅白歌合戦出場歴
| 年度   | 放送回 | 回 | 曲目       | 備考                                      |
| ------ | ------ | -- | ---------- | ----------------------------------------- |
| 2017年 | 第68回 | 初 | 佐渡の夕笛 |                                           |
| 2018年 | 第69回 | 2  | 鳰の湖     | 畠山愛理と共演                            |
| 2019年 | 第70回 | 3  | 紙の鶴     | 母が縫った振り袖で歌唱 / Kis-My-Ft2と共演 |

### テレビ番組
- 演歌百撰（関西放送制作） - アシスタント
  - 2010年6月30日 - 2014年8月3日
  - 2014年11月9日 - 2015年12月27日
- BSコンシェルジュ（2021年4月 - 2022年3月 、NHK総合・BS1・BSプレミアム）-アシスタントMC

### 映画
- 引っ越し大名!（2019年） - 大野の妾 役（特別出演）[42][43][44]
- 晴れの国（2025年）[45]

### 舞台
- 令和七年 正月公演「おちか奮闘記」（2025年1月2日 - 26日、三越劇場） - 主演・おかち 役[46][47]

### ラジオ
- 丘みどりのそばにいて♡（東海ラジオ、毎週月曜19:30 - 20:00）
- FMシアター『空想博覧会』〜「ドラム式」（2023年11月11日、NHK-FM）- 主演・富塚 役

### CM
- 加ト吉「油で揚げてない麺」 (2006年、2007年）
- SBIいきいき少額短期保険（2020年）[48]
- 阪神タイガース「みんなで六甲おろし2021」（2021年）
- 阪神タイガース「みんなで六甲おろし2022」5月度（2022年）
- 銀座に志かわ「銀座のパン恋唄」（2022年）[49]
- 財宝「ルルオン モイスチャークリーム」（2023年、2024年）